# Serve di Maria

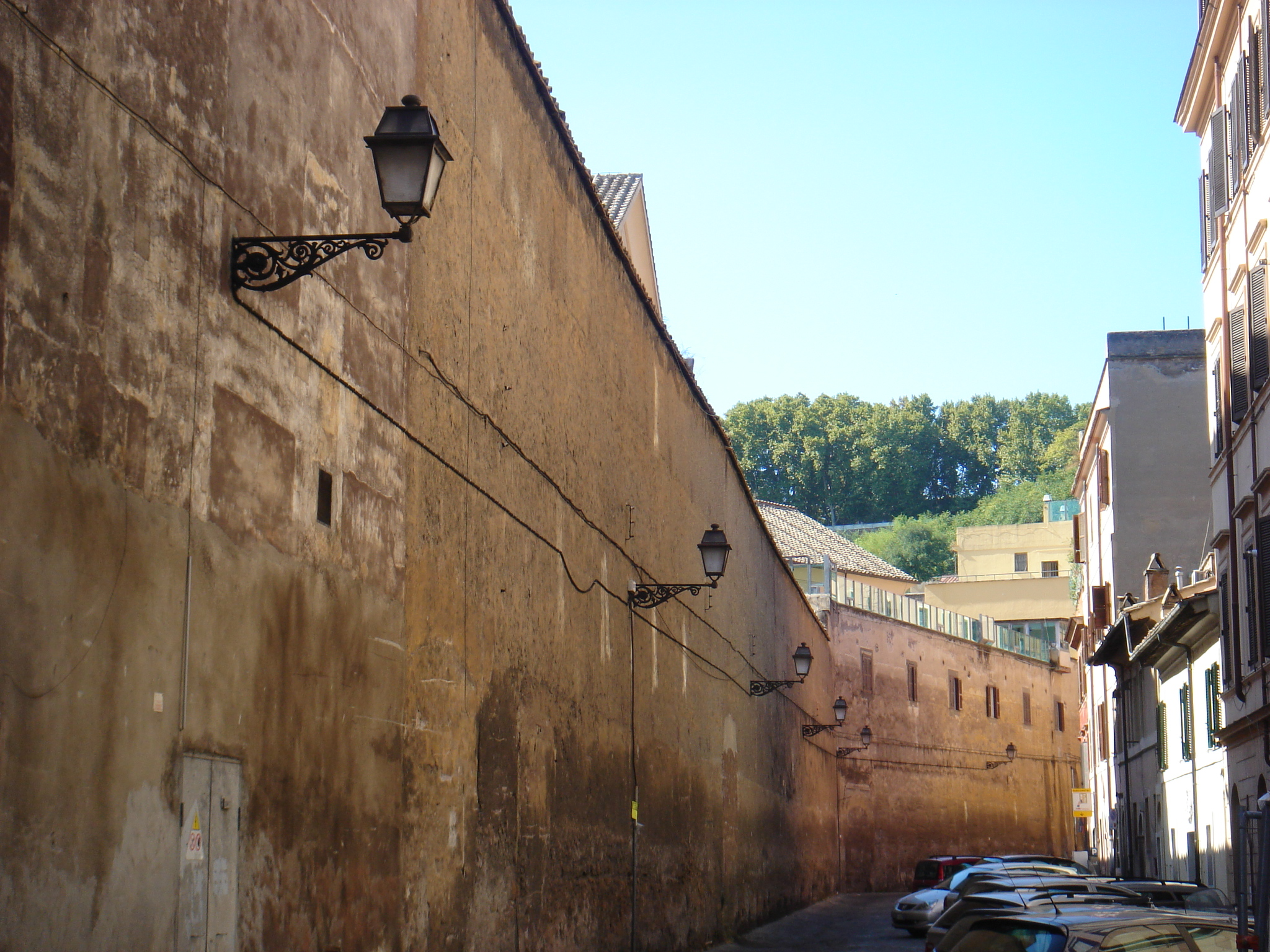
Via delle Mantellate, quartiere di Trastevere, Roma

Le monache serve di Maria sono religiose di voti solenni dedite alla vita contemplativa appartenenti al secondo ordine servita (O.S.M.): sono organizzate in comunità autonome rette da una priora: alla fine del 2005, l'ordine contava 150 monache e 16 case.

Esistono inoltre numerose congregazioni aggregate all'ordine costituite da religiose di voti semplici dedite all'apostolato attivo ("suore serve di Maria").

## Storia delle religiose serve di Maria
I più antichi monasteri di serve di Maria ebbero origine nel sec. XIII e nei primi anni del sec. XIV (il cosiddetto Secondo ordine servitano); cominciarono, in seguito, ad organizzarsi altri monasteri (o, piuttosto, "case") nelle quali si raccoglievano le iscritte al Terz'ordine (associazione laica) che volevano condurre vita regolare. La tradizione vuole che sia stata santa Giuliana Falconieri la fondatrice delle sorores di Firenze, in una casa vicina alla piazza della Santissima Annunziata. Molte altre di queste case nacquero nel sec. XV; ma solo all'inizio del sec. XVI la distinzione delle domus dai monasteri propriamente detti, si fece più netta.
Si principiò intanto ad adottare la frase che popolarmente separa tali istituzioni: monasteri di clausura e conventi di monache (Moniales, Sanctimoniales, Secondo Ordine); suore (Sorores, Terzo Ordine Regolare); anche giuridicamente, le prime rimasero sotto la giurisdizione dell'Ordine dei servi di Maria, le seconde invece, un poco alla volta, gli vennero sottratte e le relazioni dell'Ordine religioso maschile a loro riguardo, si ridussero alla direzione e anche ad un certo controllo, ma solo morale.
Scorrendo le più antiche regole di monache mantellate di clausura, si ha l'impressione che esse si ritengano fondate da san Filippo Benizi; ciò corrisponderebbe alla tradizione che attribuisce al santo la fondazione di un monastero presso Todi dove si chiusero le due donne da lui convertite, Elena e Flora. Dobbiamo, però, notare che prima di questa conversione, fiorivano, sembra, monasteri femminili. Però non c'è alcuna traccia di essi nella legislazione dei Servi di Maria, se non indiretta e dopo il 1556. Il confessore monialium nelle Costituzioni del 1556, si chiamava anche correttore.
Il primo testo di Costituzioni per le monache dei servi di Maria che si conosca è del 1497: si tratta però di copia di un codice costituzionale assai più antico e potrebbe anche riportarsi al sec. XIII, perché non riproduce, in sostanza, che le antiche Costituzioni dei servi di Maria, adattate a monasteri femminili.
Gli altri antichi testi di Costituzioni, o dipendono da questo, o dall'altro formulato dal p. Angelo M. Bernardi nel 1638 circa. Le Costituzioni delle monache riformate del monastero di Santa Maria delle Grazie di Burano, risalgono, come approvazione, all'anno 1648. Modificazioni più recenti e testi anche stampati, p. e. dal p. vicario generale Filippo Vallaperta, alla Curia Servita di Roma, per il monastero claustrale ivi fondato dai coniugi Masturzi, presentano, secondo il p. Alessio Rossi, un interesse relativo.
Ci si può domandare se nell'Ordine dei servi di Maria ci siano state monache recluse (come si ebbero eremiti reclusi a Montesenario) sul tipo della fiorentina santa Verdiana.

Qualche indizio, ma molto vago, sembrerebbe autorizzare la risposta affermativa; è cosa però oltremodo difficile poter ricostruire la storia di queste forme di ascetismo, che per lo più, particolarmente in relazione all'elemento femminile, non lasciavano traccia nelle memorie e nella storia anche locale.

## Monasteri principali del passato
- Il monastero delle Povere dei Servi di Maria di Perugia. Ne ha scritto la storia il p. Bonfiglio Mura con una certa quantità di dati per i secoli più vicini a noi, ma molto indeterminatamente quanto all'origine che si assegna al 1255, come per il convento servitano di quella città.

Fondatrice ne sarebbe stata una certa contessa Simona, morta, si dice, nel 1276. Sembra che dalla fondazione di Perugia dipendano altre fondazioni; in ogni modo, il monastero delle Povere di S. Maria (dopo che le monache, nel sec. XIX, in seguito alla soppressione, furono costrette a cercare alloggio presso altre Suore) al principio del sec. XX decadde e venne chiuso per sempre.
- Il monastero di S. Maria delle Grazie di sant'Angelo in Vado, cioè del 1256.
- Il monastero di Colonia. Gli Annali OSM ne attribuiscono l'origine ai primi Padri Serviti in Germania e perciò poco dopo il 1250-1260. Si estinse dopo la metà sel sec. XVI.
- Il monastero presso Todi, fondato dalle Beate Elena e Flora (1285, secondo il p. Salvi). Abbandonato alla soppressione francese, non fu più organizzato e andò in rovina.
- Vengono in seguito numerosi i monasteri che si dicono di secondo Ordine, dai primi del Trecento in poi, ma che tutto fa ritenere trattarsi di conventi, o case, per Suore del Terz'Ordine regolare; fatta eccezione di Siena, dove, almeno al tempo della Beata Gemmina Bonsignori Piccolomini, non solo si accenna a monastero di clausura, ma anche a diverse recluse; e poi del monastero di Molvredo in Spagna (1376).
- Nel secolo XV solo il monastero sanctimonialium in località Ughisolii (1440) presso Tortona e qualche altro fuori d'Italia sembrano senz'altro essere del Secondo Ordine, e non del Terz'Ordine Regolare.

Monasteri importanti fondati successivamente:
- Monastero di Santa Maria delle Grazie di sant'Angelo in Vado, documentato nel sec. XV.
- Monastero di Pesaro, che ebbe origine dalla Congregazione dell'Osservanza a cui apparteneva il convento della città.
- Monastero della SS. Annunziata di Todi, noto nel 1561, ora delle Suore Serve di Maria Riparatrici.
- Monastero del Pie' de la Cruz di Valenza, in Spagna, del 1566.
- Monastero di Mislata che ebbe origine nel 1598.
- Monastero di Madrid, fondato nel 1608.
- Monastero delle Serve di Maria Eremitane di Venezia, sorto nel 1677.
- Monastero delle Serve di Maria di Arco, che risale al 1689.
- Monastero delle Mantellate di Monaco, fondato nel 1715.
- Monastero delle Mantellate Claustrali di Roma, iniziato nel 1803.
- Monastero di Montecchio di Reggio Emilia, nato nel 1805.
- Monastero di Bognor Regis in Inghilterra, sorto l'anno della canonizzazione dei Sette santi fondatori, nel 1888.

## I monasteri attuali della Federazione Monache Serve di Maria

### La Federazione monastica italiana
La Federazione, costituitasi il 3 marzo 1955, comprende:
- Monastero S. Maria delle Grazie di Sant'Angelo in Vado, il monastero più antico tra quelli attualmente esistenti. Nel 1986 si è trasferito sul monte della Giustizia, nel silenzio e a contatto con la natura. Vi risiede la Presidente della Federazione.
- Monastero Serve di Maria di Arco, fondato nel 1689, da Maria Arcangela Biondini, in stile di austerità evangelico contemplativa, con la regola dei frati di Montesenario.
- Monastero delle Mantellate Serve di Maria Addolorata di Montecchio Emilia, fondato per opera di Suor Maria Maddalena di Gesù - contessa Maria Laura Piazza nel 1792. Nel 1805 ebbe il riconoscimento da parte dell'Ordine dei Servi di Maria. La comunità risiede a Montecchio Emilia (Reggio Emilia) dal 1887 ed occupa anche le due parti residue del convento già edificato nel XVI secolo, insieme al Santuario della Beata Vergine dell'Olmo, dai Servi di Maria.
- Monastero delle Mantellate Serve di Maria Addolorata di Pesaro, fondato nel 1560, oggi situato sul Colle San Bartolo.
- Monastero delle Mantellate Serve di Maria Vergine Addolorata in Roma, fondato da suor Maria Giuliana Masturzi († 1842). Cofondatrice fu la Venerabile suor Maria Luisa Maurizi († 1831). Il 15 maggio 1803 papa Pio VII consegnò personalmente l'abito religioso alle prime dodici monache e l'anno seguente ne ricevette la professione nella sede in Via delle Mantellate (ora carcere Regina Coeli). Dopo vari spostamenti nel 1958 la comunità si trasferì nell'attuale sede in Via della Fanella.
- Monastero “Santa Maria” in Celaya, Guanajuato (México). Le Serve di Maria del monastero di Roma, il 13 ottobre 1988 decisero per una fondazione in Messico, che nel 1989 fu benedetta da Giovanni Paolo II.

### La Federazione monastica spagnola
La Federazione, costituitasi il 30 luglio 1957, comprende:
- Monastero dell'Addolorata in Madrid, fondato nel 1608 e aggregato all'Ordine dei Servi di Maria nel 1643. Fino al 1936 il monastero si trovava in Via San Leonardo di Madrid vicino a Piazza Spagna. Dopo la persecuzione e la guerra nel 1948 si trasferì nella via Arturo Soria.
- Monastero di Nostra Signora Piè de la Cruz di Mislata. L'attuale monastero è la nuova sede dell'antico monastero di Valenza fondato dal p. Cristobal Sanchez de Borja, Vicario generale dei Servi di Maria in Spagna (1597). Vi appartenne la Beata suor Maria Guadalupe Ricart Olmos trucidata nel 1936. Nel 1941 le monache di Valenza si trasferirono a Mislata.
- Monastero di Sant'Anna Sagunto o del Piè de la Cruz y Santa Anna de Murviedro, fondato nel 1489 e la cui vita comunitaria, pur con tante difficoltà, è proseguita fino ai giorni nostri. Il periodo più difficile è stato quello della persecuzione religiosa del 1936-1939. A Sagunto risiede la priora generale della Federazione.
- Monastero della Madre di Dio (Amé Awe A Muluku in lingua locale) a Nampula (Mozambico), fondato nel 1973 da cinque monache di Madrid, inaugurato il 17 febbraio 1977 e reso pubblico il 15 dicembre 1983. Da questa comunità si è formata quella di Lichinga (1995), sempre in Mozambico.

### Altri monasteri delle Serve di Maria
- Monastero di Maria Santissima Addolorata, delle Serve di Maria Eremitane Scalze in Carpenedo, fondato nel 1619, quando la Madre Maria Benedetta De Rossi approdò all'isola di Burano (Venezia) con alcune compagne, e si insediò nel monastero diroccato con annessa chiesa, dedicati a Santa Maria delle Grazie e a San Giuseppe e costruiti verso il 1530 dai Padri Serviti della Congregazione dell'Osservanza. Ebbe la regola di vita degli Eremiti di Montesenario e ottenne la clausura papale nel 1626. Nel 1646 fu fondato un nuovo monastero chiamato Santa Maria del Pianto; altre tre fondazioni avvennero ad Arco nel 1689, a Monaco di Baviera nel 1728 e a Verona nel 1697. Nel anno 1939 la Comunità si trasferì a Carpenedo (Venezia-Mestre). Questo monastero[2] è poi stato chiuso il 4 novembre 2016
- Monastero delle Serve di Maria di Monaco (Baviera), fondato nel 1715 dalla principessa elettrice Therese Kunigunde, per voto fatto insieme con suo marito principe elettore Max Emmanuel. Le prime suore provennero da Venezia; nel 1728 fu costruito il convento in Herzogspitalstraße. Fedeli alla loro promessa, le suore pregavano e adoravano il SS. Sacramento; all'inizio del Novecento si occuparono anche dell'insegnamento. Sotto il nazionalsocialismo le scuole furono loro tolte e la guerra del 1939-1945 distrusse il monastero. L'adorazione perpetua continuò ad esistere. Nel 1946 fu ricostruito dalle rovine.
- Monastero Serve di Maria Oblate Sacerdotali in Verona, fondato il 2 luglio 1967 da un gruppo di monache con a guida Madre Teresa Lavagnoli, provenienti dal Monastero delle Serve di Maria Eremitane Scalze, di Carpenedo (Venezia). Il loro carisma particolare è di pregare e di tutto offrire per la Santa Chiesa e la santificazione dei suoi ministri: Papa, Vescovi, Presbiteri. Il 25 gennaio 1998 presso il Monastero dell'Immacolata in Montecchio Maggiore (Vicenza) prese vita una seconda comunità di Oblate Sacerdotali, dipendente giuridicamente dal monastero di Verona. L'esperienza, durata pochi anni, si concluse con il rientro delle monache nella sede madre. Attualmente il monastero di Montecchio è chiuso «nella speranza che un'altra comunità monastica possa continuare il carisma orante nella Chiesa».[3]

## Le congregazioni di suore aggregate all'Ordine dei Servi di Maria
- Motrat Servite di Scutari in Albania.
- Servas de Maria do Brasil in Brasile, fondata nel 1917, aggregata il 2 maggio 1922.
- Suore Serve di Maria Addolorata di Chioggia, fondata nel 1873, aggregata il 12 febbraio 1918.
- Suore Compassioniste Serve di Maria, fondata nel 1869 a Scanzano da Maria Maddalena della Passione (Costanza Starace), aggregata all'Ordine sin dall'inizio (fino al 1936 la loro Regola era quella dei Terziari), approvata da Pio XI il 10 luglio 1928, con lo scopo di compatire Gesù e Maria Addolorata, e dell'assistenza all'infanzia, alla gioventù e agli anziani.
- Suore Serve di Maria Santissima Addolorata di Firenze, fondata nel 1854 da un gruppo di Terziarie Serve di Maria in San Frediano in Cestello, aggregata all'Ordine il 27 marzo 1876. La sede generalizia è a Firenze; si occupa di scuola ed educazione della gioventù. Ha iniziato una fondazione in Ungheria nel 1991. Le Szervita Nővérek si sono unite giuridicamente nel 1999.
- Suore Serve di Maria di Galeazza, fondata nel 1862 dal Beato Ferdinando Maria Baccilieri, aggregata nel 1833.
- Sisters of the Mother of Sorrows Servants of Mary in India, fondata nel 1854, aggregata il 18 settembre 1927. La casa generalizia è a Chennai.
- Servants of Mary di Ladysmith, fondata nel 1912, aggregata nel 1921. Casa generalizia a Oak Creek nel Wisconsin.
- Servants of Mary - Servite Sisters a Londra, fondata nel 1840, aggregata il 18 giugno 1864. La madre generale risiede nel convento di St. Juliana a Begbrok.
- Suore di Nostra Signora della Compassione, fondata nel 1843, aggregata il 7 giugno 1992. La casa generalizia è a Marsiglia.
- Misioneras de María Dolorosa, fondata nel 1947, aggregata il 29 marzo 1953; sede generalizia a Ciudad Juarez in Messico.
- Suore Minime dell'Addolorata, fondata da Santa Clelia Barbieri nel 1868, aggregata il 9 gennaio 1951. La casa generalizia è a Bologna.
- Suore di Maria Santissima Addolorata di Napoli, fondata nel 1840, aggregata il 25 ottobre 1951. La casa generalizia è a Napoli.
- Suore Serve di Maria Addolorata di Nocera de' Pagani, fondata nel 1872, aggregata il 25 ottobre 1880; la casa generalizia è a Roma.
- Suore dell'Addolorata Serve di Maria di Pisa, fondata nel 1896, aggregata nel 1916. Casa generalizia a Pisa.
- Mantellate Serve di Maria di Pistoia, fondata il 6 ottobre 1861. Aggregata il 16 novembre 1868 la prima casa di Treppio e il 20 luglio 1879 tutta la Congregazione. La superiora generale ha sede a Roma.
- Serve di Maria di Ravenna, fondata nel 1852, aggregata nel 1868; riconfermata il 24 aprile 1926.
- Suore Serve di Maria Riparatrici, fondata il 12 luglio 1900, da Elisa Andreoli e dalle compagne, aggregata all'Ordine il 19 gennaio 1910. La casa generalizia è a Roma. Ha comunità in Italia, Brasile, Portogallo, Argentina, Costa d'Avorio, Bolivia, Albania.
- Servants of Mary del Swaziland (Sudafrica), fondata nel 1932, aggregata all'Ordine nel 1935. La sede generalizia è a Manzini nel convento di St. Juliana.
- Servas de Santa Maria do Cenáculo, fondata il 15 agosto 1983. La sede generale è a Xai-Xai in Mozambico.